# Canon EOS
Canon EOS (elektro-optički sistem) je autofokusna serija refleksnih kamera s jednim sočivom (SLR) koji je proizvela firma Canon Inc.. Plasinana je na tržište 1987. godine sa Canon EOS 650.

## Modeli početnog nivoa
asortiman obuhvata nekoliko modela fotoaparata za početnike, akltivne amatere i profesionalce, a svake godine se lansiraju novi modeli. Većina digitalnih SLR fotoaparata je dizajnirana imajući u vidu naročito nove korisnike.
Model početnog nivoa u Canon EOS asortimanu proizvoda je EOS 1100D. Ovaj pristupačni fotoaparat lak za korišćenje uvodi novog korisnika u svet digitalnih SLR-ova. Pored fotografija, ovaj fotoaparat snima HD video-zapise (rezolucije 1270x720p). EOS 1100D isporučuje se sa CMOS senzorom od 12,2 megapiksela.
I modeli EOS 550D i EOS 600D su jednostavni za korišćenje i lagani rad lakseg držanja. U poređenju sa entry level modelom, razlike su vidljive na primer u senzoru, monitoru i u funkcijama. EOS 550D i EOS 600D imaju CMOS senzor od 18 megapiksela, kod oba modela veličina ekrana je 7,7 cm. Rezolucija ekrana je 1.040.000 tačaka. Osobenost modela 600D predstavlja tilt-and-swivel LCD monitor (obrtni monitor s mogućnošću zakošavanja), koji je vrlo praktičan kada se snima u nezgodnom položaju, kao i za snimanje filmova.
Modeli EOS 550D i 600D mogu da snimaju filmove visoke rezolucije (FULL HD, rezolucija 1920x1080p), pored toga što snimaju fotografije. Prilikom snimanja filmova, snimatelj moze podesiti otvor blende, brzinu zatvaraća i ISO osetljivost.

## Za aktivnog amatera
Za fotografa entuzijastu kojem je potrebno više karakteristika, otpornije kućište i više podešavanja, modeli EOS 60D i EOS 7D predstavljaju odličan izbor. Oba modela imaju senzor od 18 MP. Pored fotografija, oba fotoaparata mogu da se koriste za snimanje filmova u visokoj rezoluciji. 

## Canon EOS 60D
To je svestran fotoaparat za entuzijaste, koji snimaju dobre fotografije čak i u manje povoljnim uslovima. Tilt-and-swivel LCD monitor je vrlo zgodan za one koji koriste stativ ili žele da koriste svoj EOS fotoaparat za snimanje fimova.

## Canon EOS 7D
Ovaj model dizajniran je tako da ispuni sve potrebe zahtevnijih amatera, a on je i odgovarajući izbor za profesionalce koji traže svestran fotoaparat.

## Tehnologija dual digic
4 procesora povećala je brzinu uzastopnog snimanja na 8 snimaka u sekundi. Automatski fokus sa 19 tačaka je veoma brz i pouzdan,a pruža više mogućnosti zahtevnijim fotografima prilikom izbora tačaka za automatsko uoštravanje. EOS 7D olakšava kadrirane slika jer se tražilo u potpunosti prilagođava slici koju je snimio senzor.

## Modeli profesionalnog nivoa
Najbolji modeli EOS asortimana su Canon EOS 5D Mark II, EOS-1D Mark IV i EOS-1D X. Adute modela EOS 5D Mark II čine full-frame senzor kombinovan sa kompaktnom veličinom, širok ISO raspon i karakteristika FULL HD video-zapisa. Prednosti modela EOS-1D Mark IV predstavljaju veoma brzo uzastopno snimanje i brzo fokusiranje. Vodeći model EOS-1D X poseduje senzor punog okvira. Uz dualne digitalne 5+ procesore on pruža do 12 snimaka u sekundi uzastopnog snimanja i izuzetno širok ISO raspon.

## Delovifotoaparata

### Dugme zatvarača
Fotografije se snime kada se pritisne dugme zatvarača. Smešteno na gornjem desnom delu rukohvata. Kada se koristi autofokus, fotoaparat će početi da uoštrava kada pritisnete dugme zatvarača do pola. Slika će biti snimljena kada pritisnete dugme zatvarača do kraja.

### Blic istopica
Fotoaparati za široku potrošnju opremljeni su ugrađenim blicem koji iskoči prema potrebi. Sasvim na vrhu svih EOS fotoaparata nalazi se Шаблон:Hot shoe stopica, koja služi za povezivanje spoljnih bliceva.

### Obejktiv
Jedna od glavnih razlika između SLR i kompaktnih fotoaparata je u tome što sa SLR fotoapratom po potrebi može promeniti objektiv. Širokougaoni objektiv se može koristiti za snimanje pejzaža, a telefoto objektiv za snimanje sitnih detalja iz daljine. Kada se koristi zoom objektiv, može se promeniti vidni ugao bez promene objektiva. Kada se koristi objektiv sa fiksnom žižnom daljinom, dostupan je samo jedan vidni ugao, ali maksimalni otvor blende je obično veći od onog kod zum objektiva. 

### Optičko tražilo
Optičko tražilo na vrhu aparata je jedna od najboljih karakteristika DSLR fotoaprata. Sistem ogledala reflektuje sliku sa sočiva do tražila, i korisnik može brzo i precizno da uperi fotoaparat u smeru u kojem želi. Tražilo služi za planiranje kompozicije slike, za uoštravanje, i – zbog toga što su vidljive dodatne informacije – za razna podešavanja. Pored tačaka za fokusiranje, u informacije iz tražila spadaju i ISO vrednost i količina kompenzacije ekspozicije. 

### LCD ekran
Većina Canon EOS aparata ima LCD ekran dijagonale 7,7 cm. On služi za gledanje snimljene slike i za biranje podešavanja. Slike se obično komponuju pomoću optičkog tražila, ali najnovijji EOS modeli omogućavaju da se ekran koristi za prikaz slike tražila uživo što pomaže prilikom snimanja u teškim položajima.

### Tasteri i priključci
SLR fotoaparati poseduju nekoliko tastera za upravljanje funkcijama fotoaparata. Najvažniji tasteri su prekidač za uključivanje, dugme zatvarača i točkić za izbor režima rada na vrhu fotoaparata. Korisnički priručnik za vaš fotoaparat će vam pomoći da se upoznate sa tasterima za upravljanje aparatom. Fotoaparat poseduje i konektore poput USB priključka za povezivanje fotoaparata sa računarom. Ti konektori su obično zaštićeni plastičnim poklopcima ili gumenim čepovima. Otvor za memorijsku karticu i baterija takođe su zaštićeni poklopcima.

## Objektivi i pribor
Mnogi fotografi kupuju samo jedan objektiv uz fotoaparat. Kako postaju sve umešniji, fotografi obično nabavljaju dodatne objektive i drugi pribor da bi imali veće mogućnosti da snimaju bolje fotografije. Za Canon EOS aparate na raspolaganju je širok izbor objektiva. Prodato je preko 100 miliona EF i EF-S objektiva. Asortiman Canon objektiva trenutno obuhvata oko 0 različitih modela. Izbor se kreće u rasponu od objektiva ’’riblje oko’’ od 8-15 mm do telefoto objektiva od 800mm. I drugi proizvođači objektiva u ponudi imaju objektive podesne za EOS fotoaparate. 
Sa objektivima možete korisiti raznovrsni pribor. Najčešće se viđa zonerica koja se pričvršćuje na prednji deo objektiva. Ona sprečava da rasipno svetlo, na primer sunčeva svetlost koja dolazi sa strane, stvori odraz na površini objektiva. Zonerica predstavlja dobru investiciju, jer doprinosi zaštiti objektiva od ulegnuća i ogrebotina. Vrsta zonerice zavisi od vrste objektiva. Zonerica je isporučena sa objektivima serje L kao standardni pribor. 
Efektivna žižna daljina telefoto objektiva se može povećati pomoću ekstendera. On povećava žižnu daljinu telefoto objektiva na 1,4 ili 2 puta veću od prvobitne vrednosti. Na primer, 2x ekstender pričvršćen na 300mm objektiv daće efektivnu žižnu daljinu od 600mm. Ekstender se postavlja između objektiva i tela aparata. Dostupni su i close-up flteri i produžni prstenovi za krupan plan i makro fotografiju. Ti filteri su pričvršćeni za navoj za filter na prednjem delu objektiva, da bi povećali koeficijent uvećanja. Produžni prstenovi, koji se stavčjaju između objektiva i kućišta fotoaparata proširuju opseg fokusa objektiva.
Filteri mogu da se zavrnu za navoj za filter na prednjem delu objektiva. Neutralni zaštitni filter predstavlja jeftin način da zaštitite prednji deo objektiva od ogrebotina i prskanja.

## Blicevi
Modeli EOS 1100D, 550D, 600D, 60D i 7D imaju ugrađeni blic koji po potrebi iskače sa vrha tela fotoaparata. Svi EOS aparata imaju hot shoe stopicu za pričvršćivanje Speedlight blica. Pored tog načina, blic može se sa kućištem aparata povezati i konekcionim kablom. U asortimanu Canon Speedlight bliceva postoji nekoliko bliceva za početnike, kao i za profesionalce. 

## Formati snimaka, rezolucija i memorijske kartice u EOS fotoaparatima
Prilikom snimanja digitalnim aparatom, svaka fotografija se memoriše na memorijsku karticu. Sa EOS aparatom, može se podesiti vrsta i rezolucija prilikom memorisanja fotografija. Oba parametra utiču na veličinu slikovne datoteke. 
EOS aparati memorišu fotografije kao JPEG ili RAW slike. RAW slike se sastoje od neobrađenih podataka koje je uhvatio senzor kamere i obično je takva datoteka znatno veća od komprimopvanih JPEG datoteka. Na primer, veličina JPEG fotografije snimljene pomoću modela EOS 60D obično je malo preko 6 MB, a veličina RAW slike snimljene istim aparatom je obično preko 20 MB. Svaki format ima svoje prednopsti i mane. 

## Spoljašnje veze
- Canon EOS Gamma Curves at Light Illusion - Broken link
- EOS Camera Systems homepage at Canon.com Архивирано на веб-сајту  (16. мај 2008)
- EF lens specification chart (pdf) Архивирано на веб-сајту  (13. фебруар 2017)
- The Canon EOS FAQs
- Flash Photography with Canon EOS Cameras – Part 1 – Part 2 – Part 3
- Canon Camera Museum